# Vepris araliopsioides
Espèce
Vepris araliopsioides est une espèce de plantes de la famille des Rutaceae.